# Gilton
Gilton Ribeiro (ur. 25 marca 1989 w Campo Grande) – brazylijski piłkarz występujący na pozycji obrońcy.

## Życiorys
Wychowanek Cruzeiro EC. Seniorską karierę rozpoczynał w 2008 roku w Porto Alegre FC, następnie grał w CA Juventus. W tym samym roku przeszedł do Joinville EC. Z tego klubu był wypożyczany do Cerezo Osaka, Albirex Niigata, Kashima Antlers i Associação Chapecoense de Futebol. W barwach Albirex Niigata i Kashima Antlers w latach 2009–2010 rozegrał 50 spotkań w J.League, debiutując 7 marca 2009 roku w wygranym 4:1 meczu z FC Tokyo. W 2011 roku wygrał z Joinville Série C. Piłkarzem tego klubu był do 2012 roku. W 2013 roku rozegrał 17 meczów w Campeonato Paranaense w barwach Paraná Clube oraz 10 w Série B w Paysandu SC. W latach 2014–2015 grał w Brusque FC, Cuiabá EC, Sampaio Corrêa FC, CRA Catalano i CA Metropolitano. W 2016 roku na krótko wrócił do Japonii (Ventforet Kofu), ale nie rozegrał żadnego meczu ligowego. W latach 2016–2017 rozegrał 37 meczów dla Guarani FC. W 2018 roku grał w CD Sete de Setembro, Hercílio Luz FC i América-RN. Następnie występował w klubach amatorskich.

## Statystyki ligowe
| Sezon    | Klub                              | Liga                          | Mecze | Gole |
| -------- | --------------------------------- | ----------------------------- | ----- | ---- |
| 2008     | Cerezo Osaka                      | J.League Division 2           | 8     | 1    |
| 2009     | Albirex Niigata                   | J.League Division 1           | 25    | 2    |
| 2010     | Kashima Antlers                   | J.League Division 1           | 25    | 1    |
| 2011     | Joinville EC                      | Campeonato Brasileiro Série C | 9     | 4    |
| 2012     | Joinville EC                      | Campeonato Brasileiro Série C | 9     | 0    |
| 2012 (j) | Associação Chapecoense de Futebol | Campeonato Brasileiro Série B | 7     | 0    |
| 2013     | Paysandu SC                       | Campeonato Brasileiro Série B | 10    | 0    |
| 2014 (w) | Cuiabá EC                         | Campeonato Brasileiro Série C | 3     | 0    |
| 2014 (j) | Sampaio Corrêa FC                 | Campeonato Brasileiro Série B | 7     | 0    |
| 2015     | CA Metropolitano                  | Campeonato Brasileiro Série D | 4     | 1    |
| 2016 (w) | Ventforet Kofu                    | J1 League                     | 0     | 0    |
| 2016     | Guarani FC                        | Campeonato Brasileiro Série C | 18    | 0    |
| 2017     | Guarani FC                        | Campeonato Brasileiro Série C | 8     | 0    |
| 2018 (w) | América FC (RN)                   | Campeonato Brasileiro Série D | 1     | 0    |